# Appendicula carnosa
Appendicula carnosa es una especie  de orquídeas, de la tribu Podochileae de la subfamilia (Epidendroideae).  

## Descripción
Es una orquídea de tamaño pequeño, con hábitos de epífita y con tallos cilíndricos, ramificados llevando numerosas hojas, estrechamente lanceoladas, más amplias en el medio basal, desigualmente bilobulados apicalmente, de un color brillante verde y gruesas. Florece a finales del invierno en una inflorescencia lateral de 5 mm de largo, con 1 al 3 flores con forma ovalada, y brácteas florales agudas.

## Distribución y hábitat
Se encuentra en Sumatra y Java, a elevaciones de 800 a 1500 metros. 

## Taxonomía
Appendicula carnosa fue descrita por Carl Ludwig Blume y publicado en Bijdragen tot de flora van Nederlandsch Indië 300. 1825.
Etimología
Appendicula: nombre genérico que se refiere a los pequeños apéndices en el labelo.
carnosa: epíteto latíno que significa "de color carne"
Sinonimia
- Appendicula kuhlii Rchb.f.
- Podochilus carnosus (Blume) Schltr.[5][6]